# 佩德森冰原島峰
64°56′S 60°44′W / 64.933°S 60.733°W
佩德森冰原島峰（英語：Pedersen Nunatak）是南極洲的冰原島峰，位於南極半島東岸，處於費爾韋瑟角東北面15公里，該島峰被英國測量隊繪入地圖，以挪威的海豹獵船船長命名。